# Marliéria
Marliéria är en kommun i Brasilien.   Den ligger i delstaten Minas Gerais, i den sydöstra delen av landet, 700 km sydost om huvudstaden Brasília. Antalet invånare är 4 021.
I omgivningarna runt Marliéria växer i huvudsak städsegrön lövskog. Runt Marliéria är det mycket glesbefolkat, med 7 invånare per kvadratkilometer.